# Веселаго, Егор Власьевич
Его́р Вла́сьевич Весела́го (1770 — 20 сентября 1823) — русский мореплаватель, капитан-командор Каспийской военной флотилии. Происходил из старинного дворянского рода, родной дядя историка флота Ф. Ф. Веселаго. Участник Русско-персидской войны 1804—1813 гг., покоритель городов Кубы и Баку. Со своим отрядом моряков внёс существенный вклад в победу русских войск при штурме Ленкорани, когда основные сухопутные силы русских были разбиты, почти все офицеры погибли, а командующий штурмом генерал Котляревский оказался тяжелораненным и заваленным грудами тел атакующей стороны.

## Биография

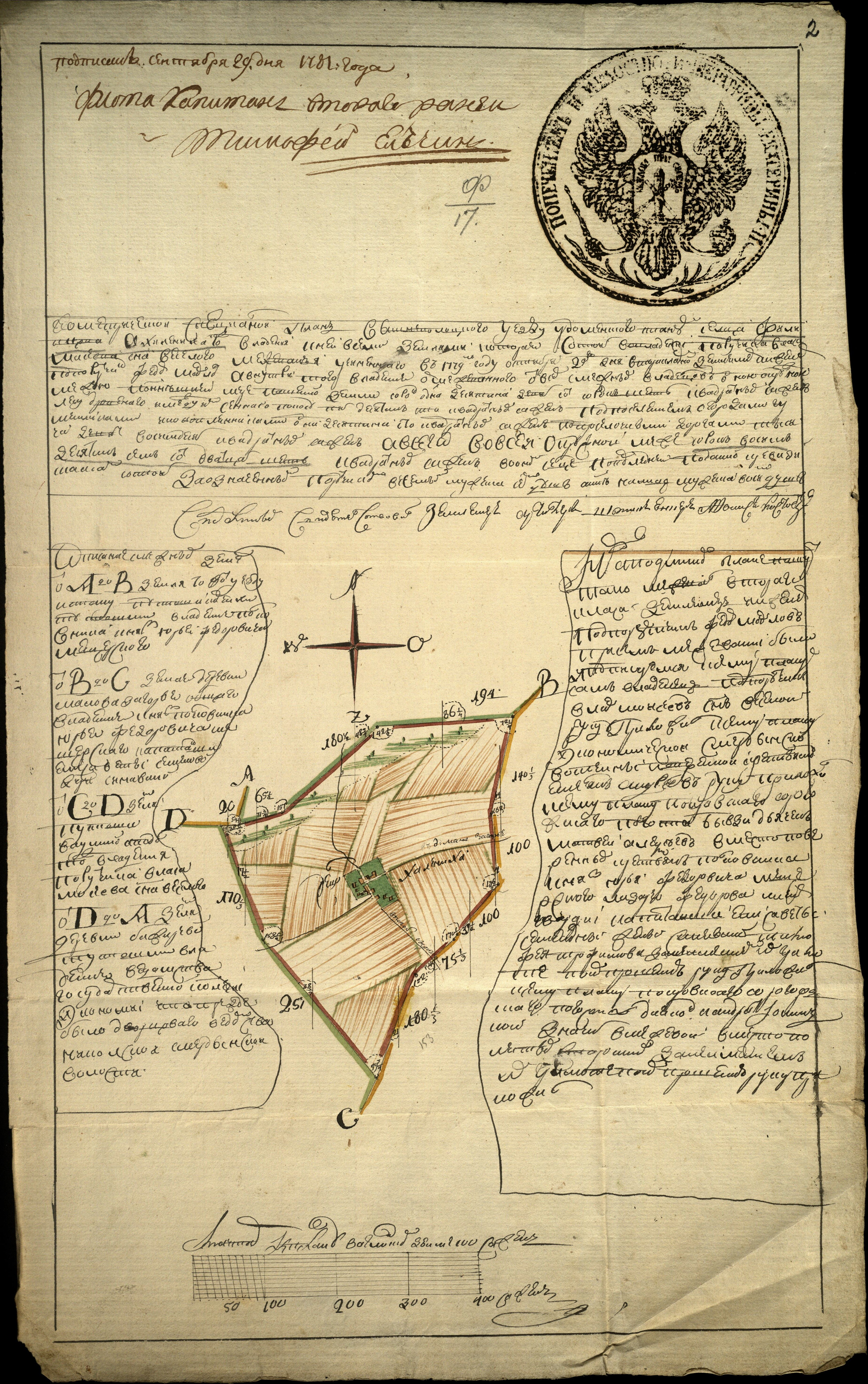
Геометрический специальный план селец Филипцово, Халениха Удомельского стана, владения поручика В. М. Веселаго в 1779 году.

Егор Веселаго родился в 1770 году в семье поручика Власа Моисеевича Веселаго в сельце Халениха Удомельского стана Вышневолоцкого уезда Тверской губернии.
В 1787 году поступил в Морской кадетский корпус в Кронштадте. 1 июня 1789 года был произведён в гардемарины. 25 апреля 1790 года был выпущен мичманом из Морского кадетского корпуса.

### Военная служба
В 1790 году начал службу на 24-пушечном фрегате «Помощный» в эскадре вице-адмирала А. И. Круза, участвовал в Красногорском сражении и в 1791—1792 гг. в крейсерстве по Балтике. Перешёл в Архангельск.
Лейтенант с 1 января 1794 года. В 1795—1797 гг. находился в плавании у берегов Англии с десантными войсками в кампании против французов и голландцев и в Немецком море.
Капитан-лейтенант с 8 марта 1798 года. В 1799—1803 гг. находился в плавании у берегов Англии, в Немецком и Балтийском морях.
В 1804 году командирован в Каспийскую флотилию командующим эскадры в кампании против персов.

#### Действия на Каспии отряда кораблей под командованием Веселаго

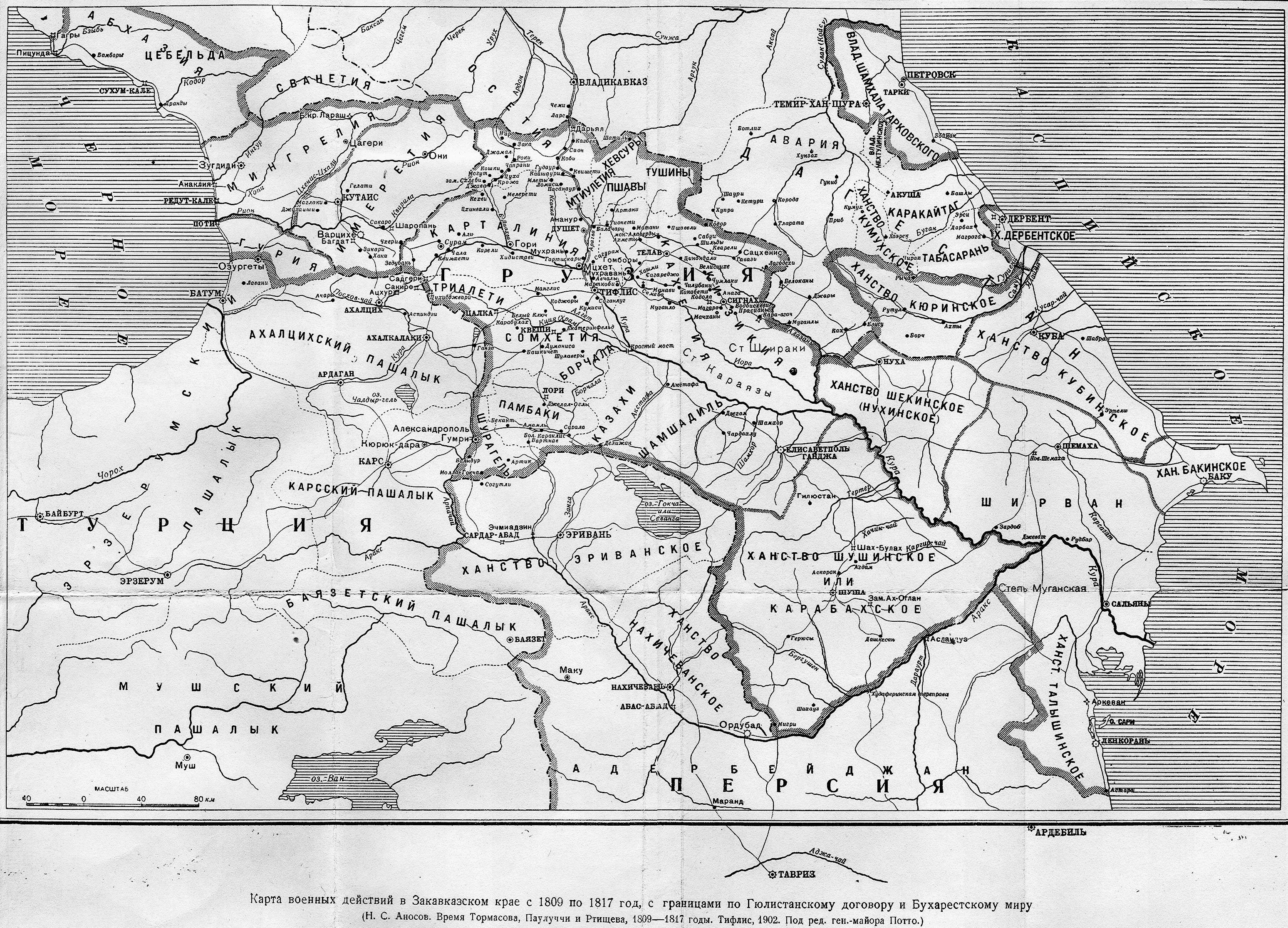
Закавказский край на момент начала войны (границы указаны согласно Гюлистанскому договору и Бухарестскому миру)

После присоединения Грузии Российская империя продолжала вести наступательную политику в Закавказье. В период с 1803 по 1806 год одно за другим были подчинены закавказские ханства. Некоторые из них вошли в состав России добровольно. Это позволило хорошо укрепиться на западных берегах моря. Персия же продолжала вести упорную, но безуспешную борьбу за регион.
22 июня 1805 года отряд кораблей в составе 1 фрегата, 1 яхты и 5 галиотов под командованием капитана-лейтенанта Егора Власьевича Веселаго подошёл к крепости Энзели. Под прикрытием огня с кораблей был высажен десант, который после непродолжительной перестрелки с персами смог овладеть берегом:

На берегах узкого пролива, ведущего к городу, сооружены были персами укрепления, и в угрожающем положении стояли толпы вооружённого народа; но когда начальник отряда капитан-лейтенант Веселаго послал три галиота для овладения городом и когда один из них под огнём неприятеля прошёл пролив, защитники города бросились на свои лодки и спешили спасаться бегством, оставив в добычу русским три судна и 8 фалконетов.— Веселаго Ф. Ф. Краткая история русского флота
 Во время этой операции было захвачено 8 персидских орудий и 3 судна.
Через 9 дней, 1 июля, второй десант в 450 человек с того же отряда кораблей высадился и овладел укреплением Пиребазар в Энзелийском заливе.
15 августа началась осада крепости Баку, в которой корабли принимали активное участие. Тогда эскадра состояла из 1 фрегата, 1 яхты, 4 галиотов и 1 шлюпа, которые суммарно имели 69 пушек, бомбардировала крепостные стены Баку, а десант с этих кораблей под командованием Веселаго пошёл на штурм крепости. 3 октября 1806 года российские войска захватили Баку, а Гусейн Кули бежал в Персию.
В 1806 году ханство было упразднено, Баку был присоединён к Российской империи и стал центром вновь образованной Бакинской провинции.

1807 г. Получилъ Монаршее благоволенiе съ пожалованiемъ алмазнаго перстня, за понесенные труды при покоренiи городовъ Кубы и Баку.— Общiй морской списокъ. Часть III. Царствованiе Екатерины II. А—К, С. 295
26 ноября 1807 года капитан-лейтенант Егор Веселаго был награждён орденом Святого Георгия IV класса № 1881.
До 1808 года плавал у персидских берегов.
1 января 1808 года — капитан 2-го ранга. Во время англо-русской и русско-шведской войны был переведён в Балтийский флот, затем вновь командирован в Каспийскую флотилию командующим эскадрой, где ему также была вменена в обязанность защита торговых интересов купечества.
В октябре 1811 года уже капитан 1-го ранга Егор Власьевич Веселаго доложил астраханскому губернатору Льву Александровичу Кожевникову, что отношения с Персией в условиях войны разорваны, но купцы продолжают торговлю между Астраханью и Энзилями:

Без всякой «опаски» суда астраханских купцов идут к персидским берегам и обмениваются там товарами «не взирая ни на запрещения астраханского губернатора и портового начальства, ни на данные подписки, прямо рискуя своим капиталом и жизнью экипажа».— Государственный архив Астраханской области (ГААО). Ф. 1. Оп. 13. Д. 48.

#### Встреча сЛакланом Маккуори
В 1807 году будущий губернатор австралийской колонии Новый Южный Уэльс Лаклан Маккуори путешествовал по суше из Индии в Великобританию через Персию и Россию, которые в тот момент находились в состоянии войны. В ожидании отправления из крепости Баку в Астрахань и далее в Санкт-Петербург он так описывал своё пребывание на флагманском корабле командующего эскадры Егора Веселаго:

Taking leave of Persia, Macquarie and his party set off along the Caspian coast rowing a small four-oared boat against strong head-winds until they reached Baku, where they stayed with a Russian navy officer who spoke a little English and ‘received us in the most kind and friendly manner possible’ (30 June). They learned that the instructions to ‘all the Governors of the Provinces in Russia [were] very strict with regard to all Strangers and Travellers’. This meant that while Macquarie would be given a clean bill of health and passage on a ship to Astrakhan, he could nevertheless expect to be quarantined owing to an epidemic in neighbouring Georgia (1 July 1807). Boarding Commodore Veselago’s ship in Baku bay, they were treated ‘in the kindest and most friendly manner, and [he] entertained us in a very elegant hospitable stile with true Russian sincerety (sic)’ (3 July 1807). The voyage was frustratingly long because of terrible weather, and then when they anchored at the mouth of the Volga River they were told they would have to spend three weeks on a quarantine island (23 July). The Quarantine Inspector showed them ‘hospitality, great kindness, and attention … having all the time supplied us with every thing we wanted for our Table gratis!’ (13 August 1807).— Anthony Page. Enlightenment, Empire and Lachlan Macquarie's Journey Through Persia and Russia

Покинув Персию, Маккуори и его спутники отправились вдоль Каспийского побережья, гребя на маленькой четырёхвесельной лодке против сильного встречного ветра, пока не добрались до Баку, где остановились у офицера российского флота, который немного говорил по-английски и «принял нас самым любезным и дружелюбным образом, насколько это было возможно» (30 Июнь). Они узнали, что инструкции «всем губернаторам провинций в России [были] очень строги по отношению ко всем незнакомцам и путешественникам». Это означало, что хотя Маккуори и получил бы справку о состоянии здоровья и проезд на корабле до Астрахани, он, тем не менее, мог отбывать карантин в соседней Грузии из-за эпидемии [чумы] (1 июля 1807 года). Поднявшись на борт корабля коммодора Веселаго в Бакинской бухте, «мы обращались с ним самым добрым и дружелюбным образом, и [он] принял нас в очень элегантном гостеприимном стиле с истинно русской искренностью (так дословно)» (3 июля 1807 года). Путешествие было удручающе долгим из-за ужасной погоды, а затем, когда они бросили якорь в устье реки Волга, им сказали, что им придется провести три недели на карантинном острове (23 июля). Карантинный инспектор проявил к ним «гостеприимство, большую доброту и внимание … он все время бесплатно снабжал нас всем, что мы хотели, к нашему столу!» (13 августа 1807 года).— Энтони Пейдж. Просвещение, империя и путешествие Лаклана Маккуори по Персии и России
 Как Маккуори отмечал в своих рукописях, его поразили многочисленные бюрократические препоны русских чиновников, на долгое время задержавшие его в пути в условиях эпидемии чумы в Астраханской губернии. Несмотря на остро негативные впечатления от этого путешествия, сам англичанин сохранил к России весьма тёплые чувства, понимая, что Россия состоит не только из бюрократов. Русские морские офицеры принимали его очень тепло и по мере сил помогали решать возникавшие проблемы. В Баку это были лейтенант Владимир Григорьевич Ушинский (в будущем адмирал), который предложил своё жилье на время пребывания путешественника в Баку, капитан-лейтенант Егор Власьевич Веселаго, майор Иван Христианович Труссон, сопровождавший англичанина во время его визитов к должностным лицам и выступавший в качестве переводчика. Маккуори оставляет в своём дневнике записи об «истинно русской искренности», с которой принимали его эти русские. Будучи в Кронштадте, за два дня пребывания Лаклан Маккуори подружился с капитан-лейтенантом Иваном Петровичем Буниным и адмиралом Петром Ивановичем Ханыковым, главным командиром Кронштадтского порта.
Как отмечает доктор исторических наук Массов А. Я., «Маккуори добро не забыл и, будучи губернатором Нового Южного Уэльса, сполна возвратил свой долг гостеприимства русским во время пребывания в Сиднее участников русских кругосветных плаваний. Эти плавания фактически положили начало контактам между Россией и Австралией».

#### Морской батальон Веселаго при штурме Ленкорани

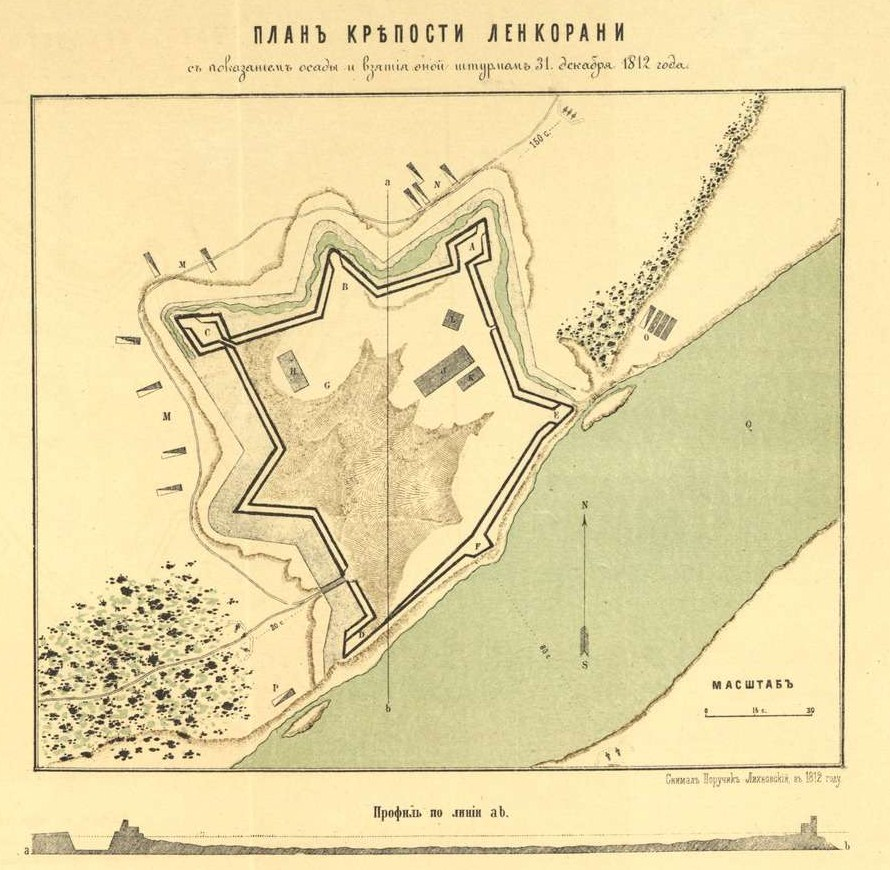
План Ленкоранской крепости и её осады

С 9 декабря 1812 года по 1 января 1813 года отряд кораблей под командованием капитана 1-го ранга Е. В. Веселаго в составе 16-пушечного корвета «Ариадна», бомбардирского корабля «Гром», люгера «Белка» и 1 шхоута проводил обстрел персидской крепости Ленкорань.
28—29 декабря русские корабли беспрерывно обстреливали цитадель, впрочем, без особого успеха, так как англичане успели построить мощную крепость. По свидетельству очевидцев, она производила сильное впечатление высокими каменными стенами и рядами острых зубцов. Цитадель была обнесена глубокими траншеями. Она имела форму неправильного четырёхугольника. На углах находились бастионы. Наиболее мощными были северная и западная стороны, остальные прикрывались болотом и рекою. Высота валов достигала 4—5 сажень. Ров был в 4 саж. глубиной и в 10 саж. шириной.
Готовясь к штурму Ленкорани, генерал Котляревский 30 декабря 1812 года отдал отряду приказ: «отступления не будет».
Капитан 1-го ранга Веселаго возглавил морской батальон в 400 человек и «…содействовал свозом с судов десанта операциям сухопутных войск, осаждавших крепость» — то есть десантом моряков помог сухопутным войскам, осаждавшим крепость:

Въ 1813 г. въ штурмѣ Ленкорани участвовалъ мор. б-нъ (400 ч.), подъ ком. нач-ка К. ф-ліи, кап. 1 р. Веселаго, а 4 судна обстрѣливали кр-сть съ моря.— Военная энциклопедія (Сытинъ, 1911—1915)
Крепость Ленкорань взяли. Котляревский был найден на поле боя в груде убитых с тремя ранениями. Лицо его было сведено на сторону, правого глаза не было, челюсть раздроблена, из уха торчали разбитые головные кости, но стараниями полкового доктора остался в живых.
«Кровь русская, пролитая в Азіи, на берегах Аракса и Каспія, не менее драгоценна, чем пролитая в Европе, на берегах Москвы и Сены, а пули галлов и персов причиняют одинаковые страдания», — так сказал о значении битвы, в которой русские потеряли две трети отряда, Котляревский.

Въ 1813 году, при кровопролитномъ штурмѣ кpѣпости Ленкорани (стр. 325), гарнизонъ которой по численности болѣе чѣмъ вдвое превосходилъ нападающій pyсскій отрядъ, бывшій подъ начальствомъ генерала Котляревскаго, четыре судна флотиліи (корветь, бомбардирское судно, люгеръ и шхоутъ) обстрѣливали крѣпость, а морской баталіонъ около 400 человѣкъ, подъ командою начальника флотиліи кап. 1 ранга Веселаго, участвовалъ въ самомъ штурмѣ крѣпости, при которомъ изъ 1500 русскихъ выбыло изъ строя убитыми и ранеными 950 человекь. По взятіи Ленкорани, тяжело раненый Котляревскій отправился въ Карабазъ, а крѣпость поручена въ вѣдѣніе начальника флотиліи. Съ этого времени и впослѣдствіи на моpcкie чины иногда возлагались, при исполненіи морскихъ, и береговыя обязанности. Такъ, напр., при управленіи Кавказомъ генерала Ермолова, тому же капитану 1 ранга Веселаго, занимающему съ судами постъ у острова Сары, съ 1816 по 1820 годъ, поручено было командованіе всѣми сухопутными войсками, расположенными въ Талышинскомъ ханствѣ, и завѣдываніе пограничною его частью.— Веселаго, Ф. Ф. Краткая история Русского флота. Вып. 1 и 2. С. 355
Помимо ордена Георгия 4 класса за выслугу лет и 18 морских кампаний, был пожалован Александром I алмазным перстнем за взятие крепостей Баку и Кубы и орденом Святого Владимира 3 степени за взятие крепости Ленкорань.
После взятия крепости Ленкорань была открыта прямая дорога русским войскам для вторжения в Персию, а ближайшим последствием кровавого штурма был Гюлистанский мир, подписанный 12 (24) октября 1813 года в селении Гюлистан (Карабах), по которому Россия приобретала западное побережье Каспийского моря до Астары. Россия получала монопольное право на содержание флота в Каспийском море.
17 декабря 1815 года было присвоено звание капитан-командора за открытие судоходства по реке Куре.
20 декабря 1815 года капитан-командор Егор Власьевич Веселаго был назначен начальником эскадры в Каспийском море и в 1816—1820 гг. командовал эскадрой, сухопутными войсками и пограничной стражей в Талышенском ханстве и Сальянах.

## Семья
В 1820 году от внебрачной связи Егора Власьевича Веселаго с Марией Вениаминовной Ганнибал (1802—1889) из дворянского рода Ганнибалов родился сын Пётр (1820—1885). Как и его отец, он стал морским офицером. Мария Вениаминовна — троюродная сестра А. С. Пушкина и входит в число его восьми личных друзей из рода Ганнибалов, с которыми поэт встречался. .
В 1823 году Егор Власьевич Веселаго скончался в Севастополе от чахотки, о чём была сделана запись в метрической книге севастопольского Адмиралтейского Николаевского собора.
После его смерти Мария Вениаминовна вышла замуж за чиновника Фёдора Павловича Коротова (1800—1870) и родила ему шестерых детей.

## Награды
- Кавалер ордена Святого Георгия IV класса[1] (26 ноября 1807 года)
- «Монаршее благоволенiе съ пожалованiемъ алмазнаго перстня, за понесенные труды при покоренiи городовъ Кубы и Баку»[1] (1807)
- Кавалер ордена Святого Владимира 3 степени за взятие крепости Ленкорань (13 августа 1814 года)[1]